# Monte San Calogero
Il Monte San Calogero, o Monte Euraco (in siciliano San Caluòriu), è un monte della provincia di Palermo, tra i comuni di Termini Imerese, Caccamo e Sciara.

## Nome
Il nome del monte deriva dal greco ευ eu 'bene', 'bello' e ράχη rache 'cresta', 'dorsale'; da ciò deriva anche il nome latino del monte, Euracus. La forma popolare derivata è monte Urago.

## Caratteristiche

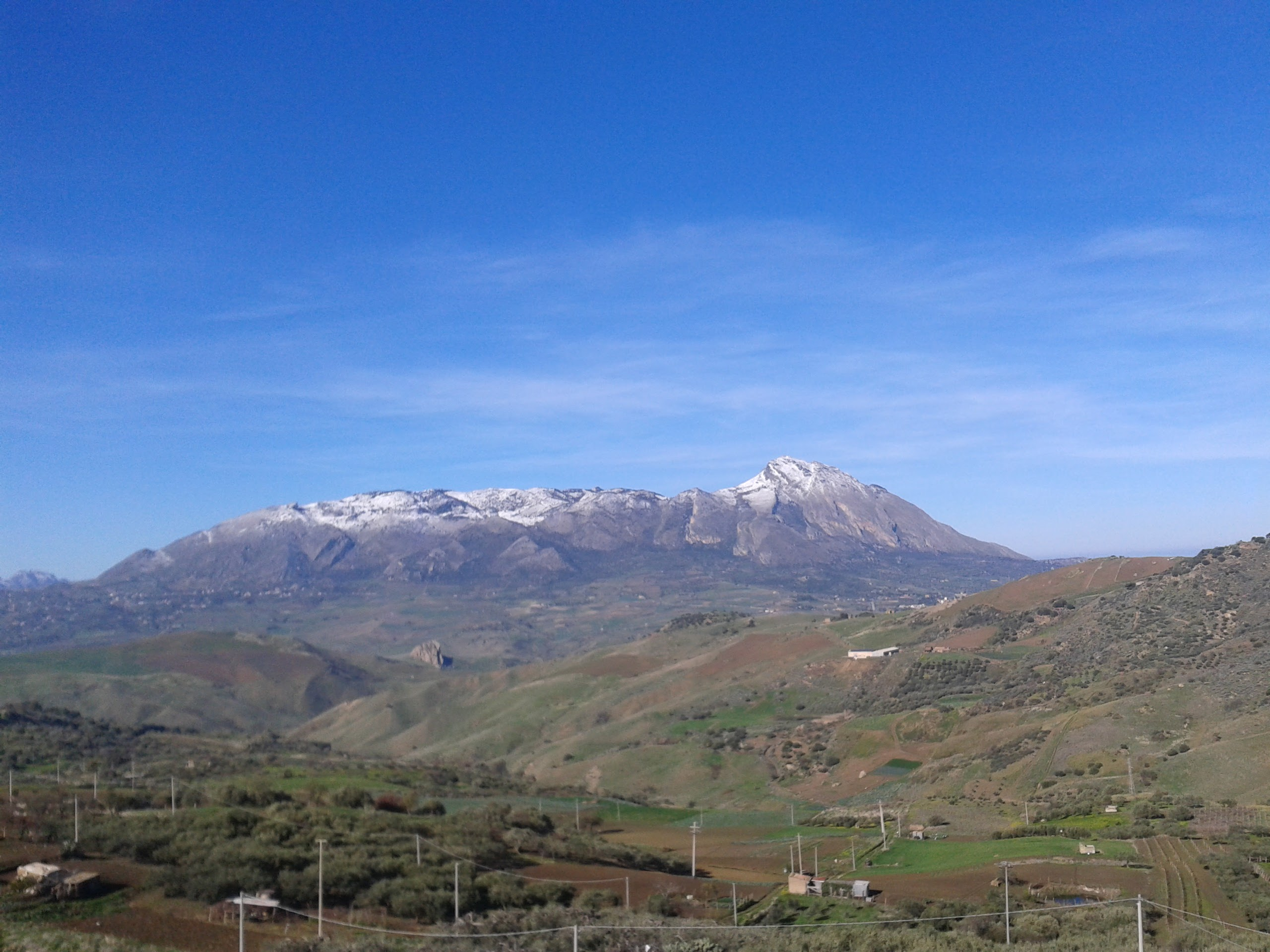
Il monte visto da Aliminusa, nella valle del Torto

Il monte si presenta come un poderoso massiccio costituito da calcari e dolomie originatesi dal mesozoico in poi, da strati silicei e dal cosiddetto flysh numidico. Geologicamente è una grossa anticlinale; a nord si affaccia sulla costa tirrenica, mentre a sud-ovest presenta due dorsali.

### Orografia
Il rilievo è separato dalle Madonie da un breve pianoro nel territorio di Cerda, nei pressi della foce del fiume Torto.
Dalla vetta è possibile vedere a nord Il Mar Tirreno, le Isole Eolie e, in casi rari l'Isola di Ustica, ad est i sistemi montuosi dei Nebrodi e le Madonie,  a sud i Monti Sicani, tra cui Monte Cammarata (1.578 m) fino a Rocca Busambra (1.613 m) e ad ovest il Pizzo Trigna (1.257 m), il Pizzo Cane (1.243 m), La Pizzuta (1.333 m) e i Monti di Palermo, da Monte Cuccio (1.050 m) fino a Monte Pellegrino (606 m) e Capo Gallo. Non è possibile vedere il vulcano Etna (3.357 m), poiché la sua vista è occlusa dalla vicinanza delle Madonie.

## Storia
Ai piedi orientali del monte resta un breve tratto di muro megalitico che per il suo spessore è conosciuto come Mura pregne o Mura gravide. Questo muro probabilmente era posto a protezione di un villaggio preistorico. Nelle vicinanze esiste anche un piccolo dolmen probabilmente più antico. Secondo la tradizione, nelle sue rupi dimorò San Calogero e in una roccia lasciò l'impronta del suo piede nel cacciare i demoni che travagliavano il monte e i vicini bagni di Termini Imerese. Sulla cima fu edificata una chiesa in onore di Maria Vergine, che ora è dedicata al santo. Di essa rimangono scarsi ruderi perimetrali. Sino alla metà del XX secolo nei pressi della chiesetta era ancora visibile una statua frammentaria di pietra locale raffigurante il santo. Successivamente l'immagine fu gettata nel sottostante ed inaccessibile Canalone del Diavolo.
Calogero, καλόγερος, è un vocabolo comune nella lingua greca che letteralmente significa "bel vecchio" o anziano di bell'aspetto e traduce termini generici quali eremita, frate o monaco. Secondo alcuni autori il Calogero di Termini Imerese è forse da identificare con San Teoctisto, abate basiliano di Caccamo che vi dimorò nel IX secolo.

## La sorgente di San Calogero
«Si dilata nella sua vetta un praticello, dove sgorga vena cristallina di acqua perenne; e per traditione si conta, come molestato un dì San Calogero da sete ardentissima, il Demonio gli si diè a vedere, con promettere la sorgente di un fonte, se a' suoi consigli volesse dar orecchio; ma il Santo conoscendo la frode dell'astuto inimico, fé ricorso all'oratione; e poi percotendo col piè un duro sasso, questo quasi cera molle cedé, e di repente sfondato, divenne fonte di acqua prodigiosa, sino al giorno presente.»

## Galleria d'immagini

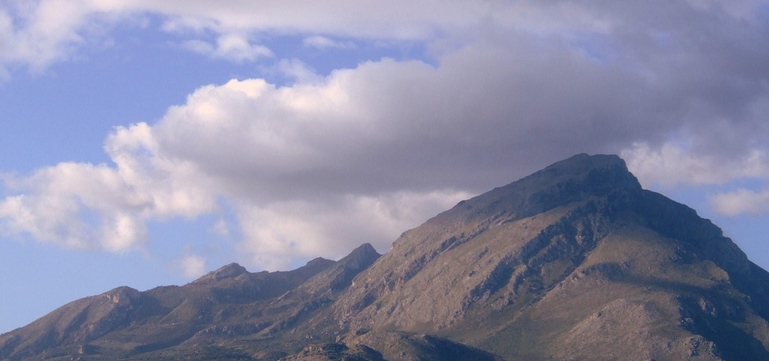
Monte San Calogero visto dal Mar Tirreno
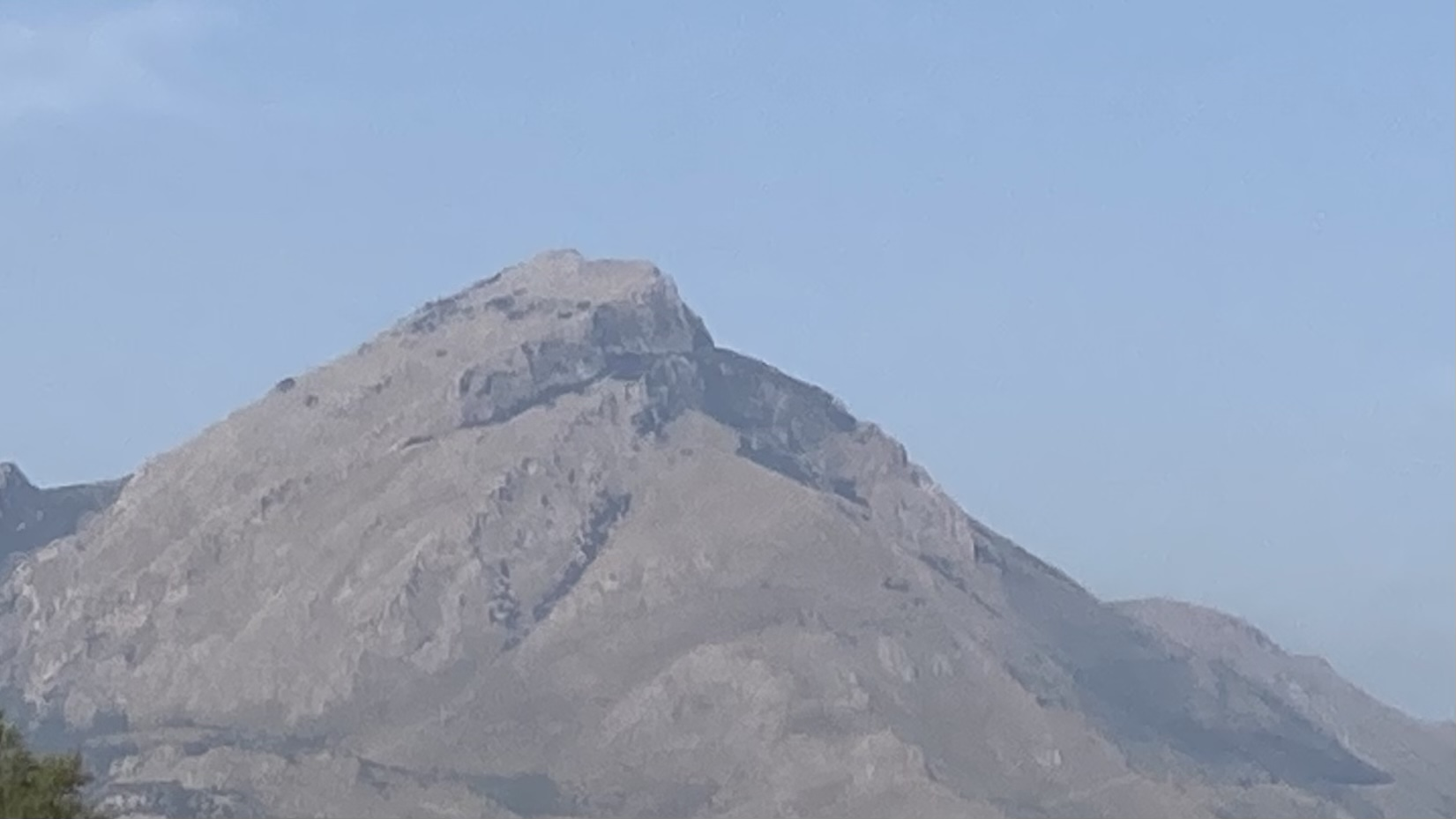
Il monte visto da Campofelice di Roccella
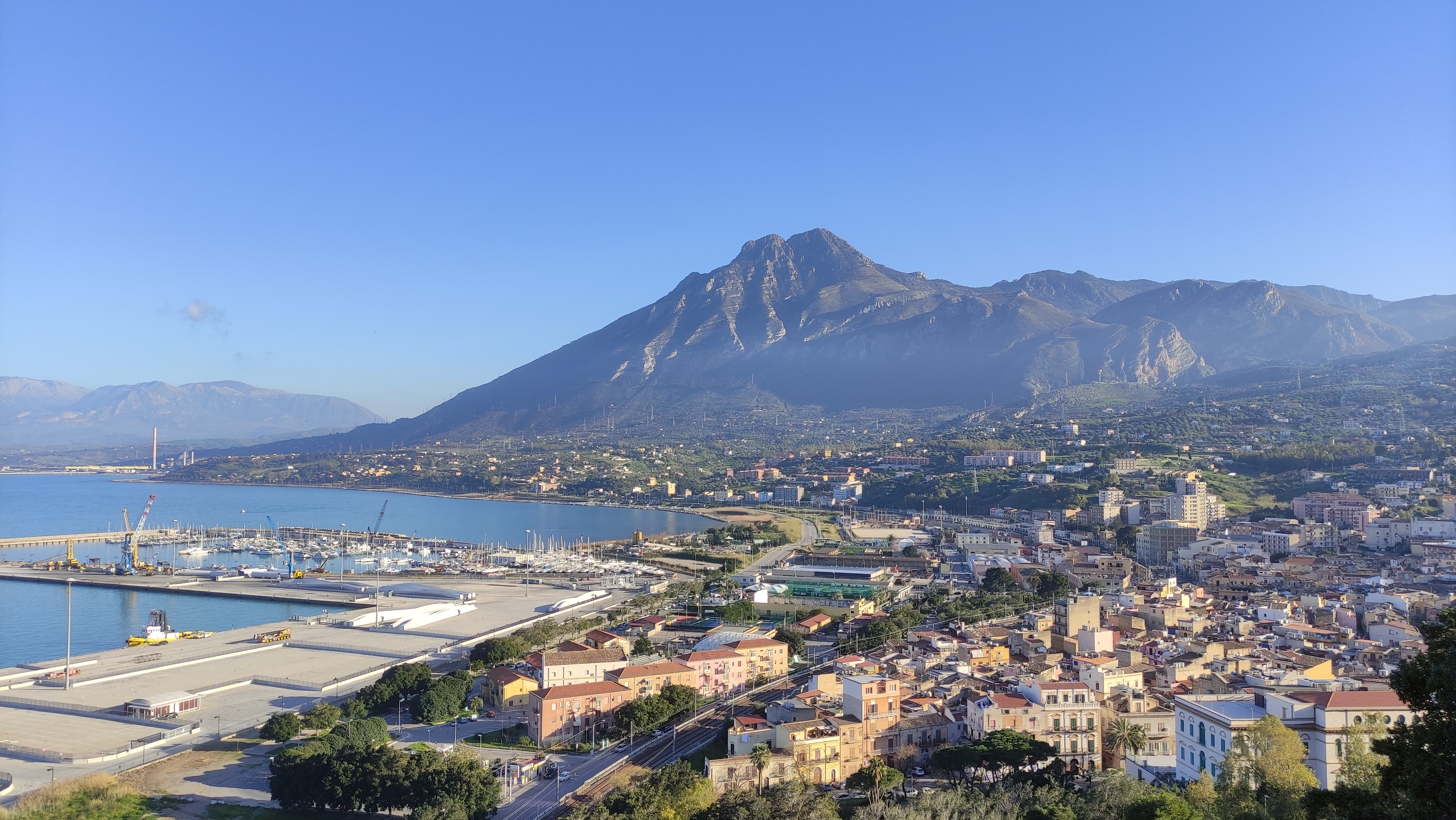
Monte San Calogero visto da Termini Imerese, sullo sfondo il gruppo montuoso delle Madonie
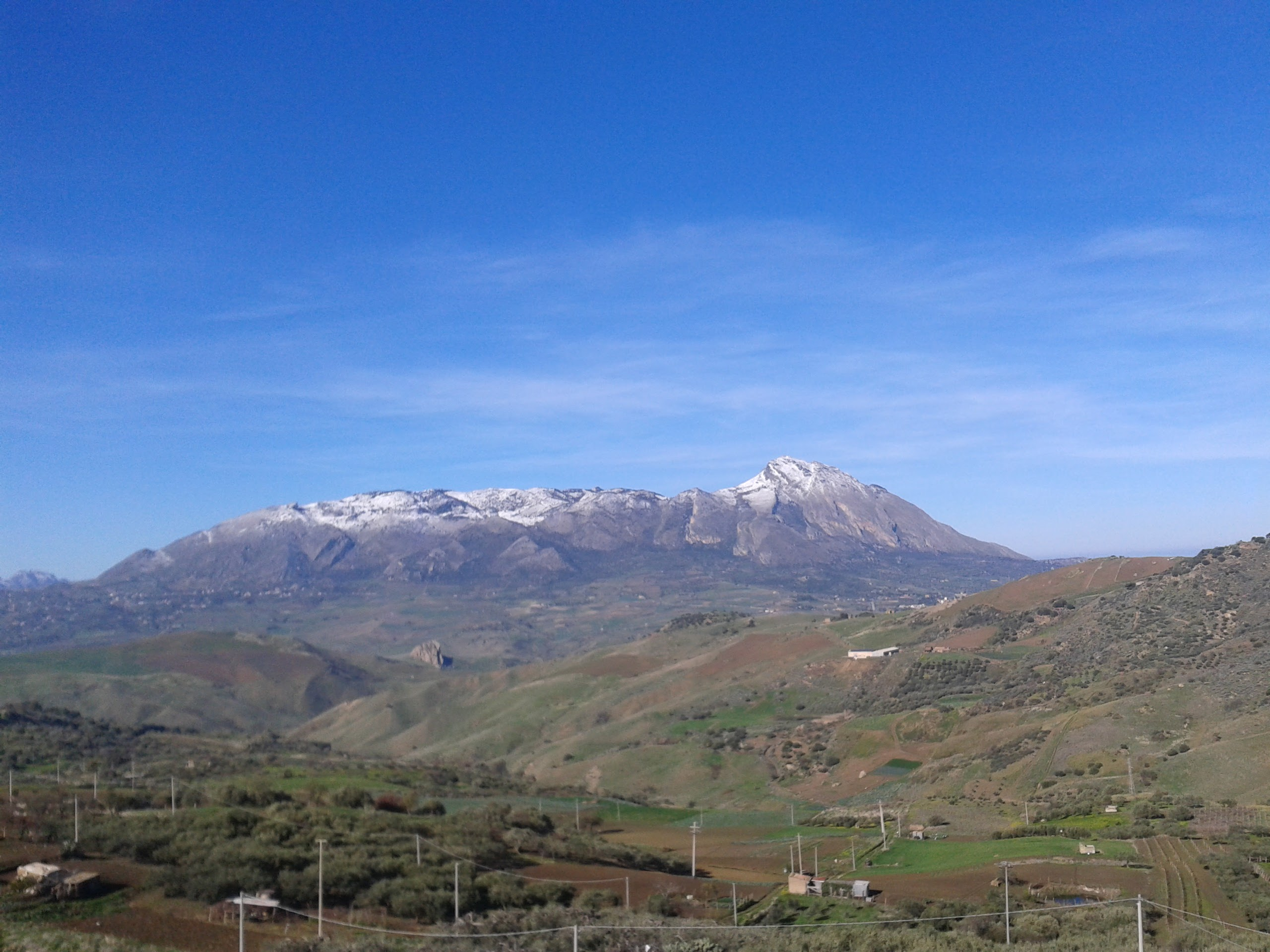
Il monte in inverno, visto da Aliminusa, nella Valle del Torto
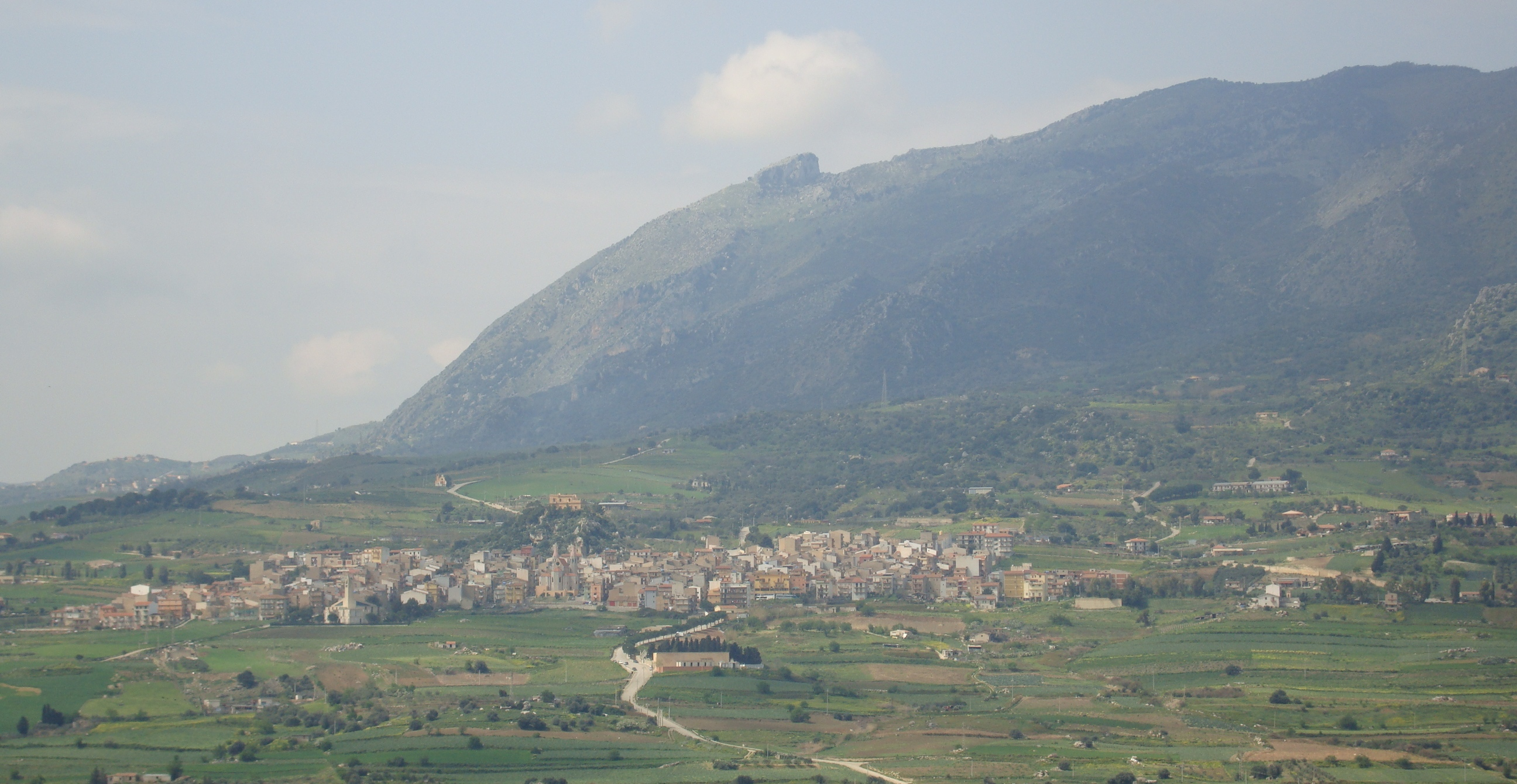
Il crinale sud-occidentale del monte, visto da Sciara